# حكومة أرجوانية

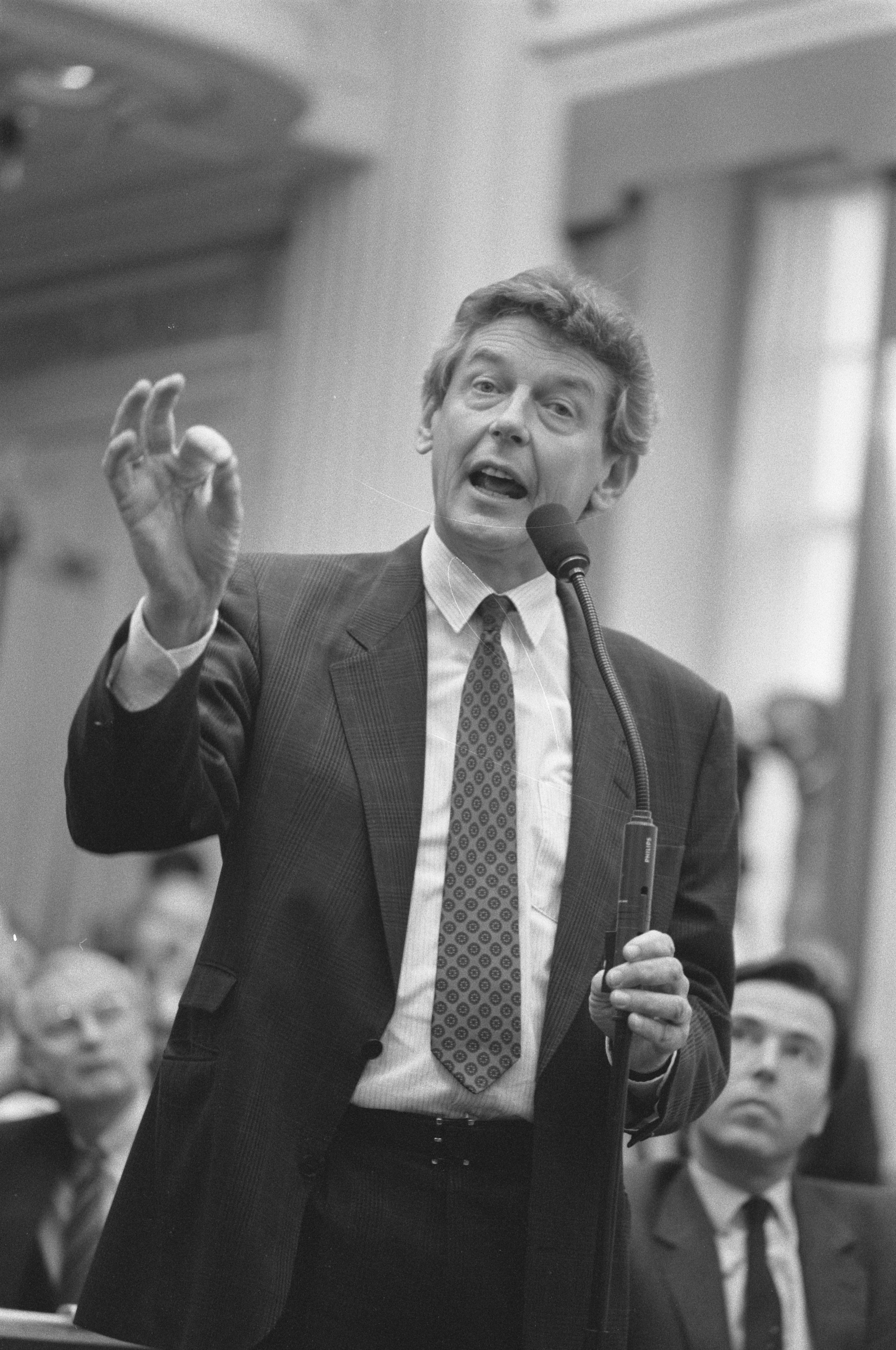

الحكومة الأرجوانية هو مصطلح عام في مجال السياسة للإشارة إلى الحكومات أو غيرها من الكيانات السياسية الأخرى للأحزاب التي تضم اللونين الأحمر والأزرق كألوان سياسية لها. ويظهر هذا النوع من الحكومات جليًا في مجالين: في سياسة هولندا وبلجيكا وفي سياسة الولايات المتحدة.

## بلجيكا وهولندا
إن المصطلح "Purple" (بالعربية أرجواني) هو كنية التحالف الحكومي بين الديمقراطيين الاشتراكيين والليبراليين، مع استثناء الديمقراطيين المسيحيين. وهو مأخوذ من الجمع بين لون الديمقراطيين الاشتراكيين (الأحمر) والليبراليين (الأزرق).
وقد اشتملت هولندا وبلجيكا على هذا النوع من الحكومات. في هولندا، كان مجلسا الوزراء اللذين ترأسهما رئيس الوزراء ويم كوك (مجلس وزراء كوك الأول ومجلس وزراء كوك الثاني في الفترة بين 1994–2002) يتكونان من الديمقراطيين الاشتراكيين (حزب العمل "PvdA") والليبراليين المحافظين (حزب الشعب للحرية والديمقراطية "VVD") والليبراليين التقدميين (الديمقراطيين 66).
في تشكيل مجلس الوزراء الهولندي لعام 2010، تم النظر في احتمالية تكوين مجلس وزراء أرجواني فائق (التحالف الأرجواني العادي الذي يضم حزب العمل وحزب الشعب للحرية والديمقراطية والديمقراطيين 66 بالإضافة إلى اليسار الأخضر). ومنذ الخامس من نوفمبر عام 2012، وبعد الانتخابات الهولندية العامة لعام 2012، كان حزب الشعب للحرية والديمقراطية هو الشريك الرئيسي في مجلس وزراء روت الثاني، والذي شكل حكومة تحالف عظيم أرجوانية مع حزب العمل.
في السياسة البلجيكية، يستخدم هذا المصطلح كمصطلح للإشارة إلى الحكومتين الاتحاديتين لرئيس الوزراء جاي فيرهوفشتادت، في الفترة بين 1999 وحتى الانتخابات العامة في عام 2007. ومجلسا الوزراء هذان كانا يتكونان من حزبين اشتراكيين ديمقراطيين فلمنكيين وفرانكوفونيين (SP.A وPS) وحزبين ليبراليين فلمنكيين وفرانكوفونيين (الليبراليون الفلمنكيون والديمقراطيون والحزب الليبرالي الإصلاحي، الذي أصبح فيما بعد يطلق عليه Open VLD وحركة الإصلاح). كما اشتملت الحكومة الأولى على حزبي الخضر الفلمنكيين والفرانكوفونيين Agalev وEcolo.

## الولايات المتحدة
في الولايات المتحدة، تشير الولاية «الأرجوانية» إلى الولاية التي يتساوى فيها الدعم للحزب الجمهوري (المميز باللون الأحمر) مع دعم الحزب الديمقراطي (المميز باللون الأزرق) على وجه التقريب، ومثل هذه الولايات، في انتخابات رئيس الولايات المتحدة، يطلق عليها اسم "ولايات متأرجحة"، وتكون مستهدفة بشدة بسبب نظام المجمع الانتخابي لانتخاب الرئيس.
وحيث إن نظام تصويت الفوز للأكثر أصواتًا يضمن في الغالب أن يمتلك أحد الحزبين الأغلبية المطلقة في المجلس الشريعي، فإن التحالفات بين الحزبين تكون بشكل طبيعي أكثر ندرة. ومع ذلك، سيطر تحالف «أرجواني» بين الديمقراطيين والجمهوريين المنشقين على مجلس شيوخ ألاسكا منذ عام 2006.